# På sporet af mosefolket
På sporet af mosefolket er en film instrueret af Tue Ritzau efter eget manuskript.

## Handling
I oldtidsbyen ved Lejre skaffer man ny viden om forhistorisk kultur eller korrigerer gammel viden gennem forsøg. Her studeres jernalderens boliger, klædedragt, arbejdsredskaber, rideudstyr osv.